# Anna (Järva)
Pour les articles homonymes, voir Anna.
Anna est un village de la commune de Paide du comté de Järva en Estonie.
Au 31 décembre 2011, le village compte 70 habitants.